# Manuinan
Manuinan ist ein osttimoresischer Ort im Suco Leolima (Verwaltungsamt Balibo, Gemeinde Bobonaro). Er liegt in einer Meereshöhe von 362 m, im Süden der Aldeia Faturui. Östlich befindet sich das Nachbardorf Faturui. Nach Westen führt die Straße in den Ort Taumrian. Eine Abzweigung geht Richtung Süden durch den Ort Malileten in den Suco Balibo Vila. Südlich von Manuinan verläuft der Laecouken, ein Zufluss des Nunura.
In Manuinan befindet sich die Grundschule Faturui.